# Centre correctionnel Elayn Hunt
Elayn Hunt Correctional Center
Le centre correctionnel Elayn Hunt (en anglais : Elayn Hunt Correctional Center ou EHCC) est une prison américaine pour hommes, située à Saint-Gabriel, en Louisiane et administré par le Département de la sécurité publique et des services correctionnels de Louisiane.
Le EHCC est situé à proximité immédiate de l'institut correctionnel pour femmes de Louisiane et accueille le Hunt Reception and Diagnostic Center (HRDC), un centre pour nouveaux prisonniers arrivant dans le système pénitentiaire de la Louisiane.